# Diacantha cincta
Diacantha cincta es una especie de insecto coleóptero de la familia Chrysomelidae.
Fue descrita científicamente en 1924 por Laboissiere.